# نویهوف (هسن)
نویهوف (به آلمانی: Neuhof) یک شهر در آلمان است که در فولدا واقع شده‌است. نویهوف ۱۱٬۲۳۶ نفر جمعیت دارد.